# Il Politecnico (1945)
Il Politecnico fu una rivista di politica e cultura fondata da Elio Vittorini, pubblicata a Milano dal 29 settembre 1945 (Anno I, n. 1) al dicembre 1947 (n. 39). La periodicità fu dapprima settimanale (il sottotitolo era: "settimanale di cultura contemporanea"); dal n. 29 (1º maggio 1946) la periodicità divenne nominalmente mensile, in realtà irregolare, con sottotitolo "rivista di cultura contemporanea". Il Politecnico fu uno tra i più famosi settimanali che uscirono in Italia nell'immediato dopoguerra e nei primi anni della ricostruzione.

## Storia
Vittorini scelse per il suo periodico lo stesso titolo della rivista ottocentesca di Carlo Cattaneo e delineò un programma analogo, molto antiaccademico, pragmatico e divulgativo pur senza cedere al "popolare". La redazione de Il Politecnico era composta da Franco Calamandrei, Franco Fortini, Vito Pandolfi e, per qualche mese, da Stefano Terra. La grafica e l'impostazione erano di Lica e  Albe Steiner.
Con il n. 29 del 1º maggio 1946 la rivista si trasformava, da settimanale in "Mensile di cultura contemporanea" a causa della insostenibilità economica di un'alta periodicità, con Giuseppe Trevisani come segretario di redazione e la rivista riorientò, come già aveva preannunciato nell'editoriale autocritico apparso nell'ultimo numero del settimanale (28, 6 aprile 1946), la sua complessiva impostazione.

Nel numero citato si prendevano le distanze dal grande zelo enciclopedico e informativo dei numeri precedenti, "abbiamo compilato, abbiamo tradotto, abbiamo esposto, abbiamo informato, abbiamo anche polemizzato, ma abbiamo detto ben poco di nuovo" e si proponeva per il futuro di "creare e formare pur divulgando".

Vennero accolti collaboratori fissi, come Giulio Preti e Franco Fortini, ma anche intellettuali che non sempre si riconoscevano come compagni di strada del PCI, come Alfonso Gatto, Carlo Bo, Nelo Risi. Il Politecnico pubblicò anche i lavori d'esordio di Sascia Villari.
Le pubblicazioni terminarono nel dicembre del 1947.
Ogni numero, che nei primi tempi assolveva anche al compito di "giornale murale", incollato cioè sui muri di Milano, presentava accanto ad un articolo di fondo, spesso di Vittorini, articoli di politica, storia, economia, critica d'arte, filosofia, inchieste, testi poetici e narrativi sia italiani che stranieri con le nuove traduzioni da Hemingway, Majakovskij, Boris Pasternak, Bertolt Brecht, Ernst Bloch, Wright.
Nel foglio vi era sempre spazio per molte questioni e forte era il versante polemico con editoriali e corsivi di "agitazione culturale"; cronachistico; documentario, con articoli di storia politico-economica; saggistico, con analisi storico-critiche di diverse correnti di pensiero; letterario e artistico, con validi interventi sulla cultura di massa, sulle arti figurative, architettura, musica, teatro.
Tra le inchieste più famose che comparvero su "Il Politecnico", vanno ricordate quelle sulla FIAT (nn. 1, 2, 3); sulla Montecatini (nn. 15, 16, 17); alcuni servizi su paesi extraeuropei, dalla Spagna sul n. 1, alla Grecia sul n. 2, Francia sui nn. 4-7, 16, Egitto sul n. 5, Cina sul n. 8, USA sul n. 17, Vietnam sul n. 35; alcune importanti servizi sulla ricostruzione di eventi storici come la Rivoluzione d'ottobre sul n. 6, la colonizzazione in America sul n. 7, la prima guerra mondiale in Germania sul n.10, la seconda guerra mondiale in Inghilterra sul n. 11 e la guerra di Spagna sul n. 27.
In ambedue le fasi fu caratteristico delle inchieste, come del resto di tutto il periodico, l'inserimento di materiali fotografici, immagini e disegni (da Cézanne a Picasso, Goja, Guttuso, Dalí), fotomontaggi di Heartfield e fumetti di Barnaby.
Per comprendere comunque la ricchezza del programma vittoriniano è utile consultare, in una rilettura complessiva della rivista, anche il Programma del Politecnico, sul n. 17-18 del 1964 dei Quaderni Piacentini redatto e diffuso nel giugno-luglio del 1945 fra coloro che preparavano le linee programmatiche del settimanale.
Esiste inoltre una immensa bibliografia su "Il Politecnico" settimanale e mensile e sulle posizioni assunte da Vittorini e dai suoi collaboratori, nonché una vasta antologia della rivista di Forti e Pautasso, pubblicata da Lerici a Milano nel 1960 e poi ristampata da Rizzoli nel 1975 oltre che la riproduzione anastatica dei vari fascicoli (Torino, Einaudi, 1975).